# بيتر كروس
بيتر كروس (بالإنجليزية: Peter Cross)‏ هو رسام توضيحي بريطاني، ولد في 1951.